# 강선총포
강선총포(旋條砲, rifled gun)는 총포신 내에 강선(腔線, Rifling)이 파인 총포이다. 라이플도 매우 작은 강선총포로서 여기에 속한다.
총포신 내의 강선에 의해 탄에 회전을 더하는 것으로 탄도선을 안정시켜 명중률을 높인다. 강선포와는 반대로, 포강내면이 평활한 총포는 활강총포로 불린다.
강선포는 주로 유탄포나 함포 등에 채용된다. 박격포는 종래 활강포 뿐이었지만, 대구경포를 중심으로 원거리로의 명중률과 정확도 향상을 위해서 강선포가 채용되고 있다.
전차포에서는 주된 대전차용의 포탄인 APFSDS탄(장탄통부익안정 철갑탄)을 사용함에 있어서도 대부분은 활강포가 채용되고 있다. 이것은 철갑탄에게 주는 운동 에너지를 올릴 때에 탄체와 강선의 틈새로부터 발사 가스의 누출과 동시에 마찰력에 의해서 에너지가 헛되이 낭비되는 것이나, 회전이 APFSDS탄의 침철작용을 저해하는 등의 이유 때문이다. 또, HEAT탄(대전차유탄)을 사용함에 있어서도 APFSDS탄과 마찬가지로, 성형된 메탈 제트가 회전에 의한 원심력으로 전방에 집중할 수 없게 되기 때문에 선조포의 사용을 피하게 된다. 따라서 APFSDS탄과 HEAT탄은 대부분 선조포가 아닌 활강포를 사용한다. 전차포에 선조포를 채용하고 있는 경우는 탄체의 외주부만을 표류시키는 슬립 링을 가지는 포탄을 사용하는 것으로 APFSDS탄과 HEAT탄이 유효하게 발사 가능하다.

## 같이 보기
- 대포
  - 활강포
- 포탄
  - APFSDS탄
  - HEAT탄